# ルベン・ラダ

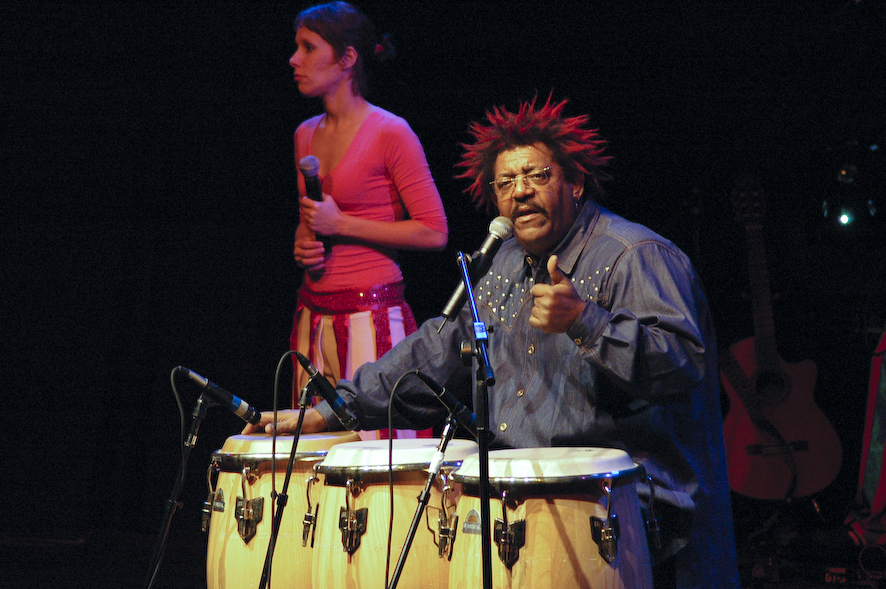
2005年7月30日のコンサートにて。

ルベン・ラダ（Rubén Rada、1943年7月16日 - ）は、アフリカ系ウルグアイ人の歌手にして打楽器奏者である。彼はアフリカ系ウルグアイ人の伝統的なドラム形式、カンドンベのマスターである。ラダの音楽はポップとカンドンベやムルガといった一般的なウルグアイの音楽の混合である。人呼んで「エル・ネグロ・ラダ（黒人ラダ）」。

## 来歴
ラダは1966年にウルグアイでは伝説的な最初のバンド、エル・キント (El Kinto)に加入した。その後、1969年に最初のアルバム『Las Manzanas』をリリースし、現在までに多数のアルバムを出している。彼のアルバムの多くは、今日ではウルグアイの古典的名作とみなされている。アルバム『Richie Silver』(2006年)では、かつて彼が十代の頃に英語でウルグアイの上流社会のことを歌っていた時のキャラクターについて言及している。
ラダは母国ウルグアイで著名というだけではなく、さらに諸外国にまでその名は轟き（特にアルゼンチン）、近年はEMI Latinやユニバーサル・レコードといった国際的なレーベルから作品を出している。
彼は2004年にアルゼンチン版『Mr.インクレディブル』でルシアス・ベスト/フロゾンのスペイン語吹き替えを担当し、また、彼はラジオの『ラダール』やテレビの『エル・テレフォノ』といった番組で演出をしている。
彼は2007年10月から シチュエーション・コメディで「ラ・オベハ・ネグラ（黒い羊）」と呼ばれて人気を博している。
イギリスのポール・マッカートニーや、ブラジルのミルトン・ナシメントもラダを称賛している。

## ディスコグラフィ

### リーダー・アルバム
アルバム『Magic Time』（オパ – ファンタジー・レコード）、『Montevideo』『Montevideo II』（Big World）は、アメリカ、日本、フランス、イタリア、スウェーデン、ドイツなどでリリースされている。
ウルグアイでのリリース作品
- 『エル・キント』 - Circa 1968 (1968年、Sondor) ※エル・キント名義
- Las Manzanas (1969年、Sondor)
- Musicasión 4 ½ (1970年、Sondor)
- Totem (1971年、Sondor) ※Totem名義
- Descarga (1972年、Sondor) ※Totem名義
- Rada (1972年、Sondor)
- Camerata Punta del Este (1974年、Sondor)
- Radeces (1975年、Ayui)
- 『ボティーハ・デ・ミ・パイース』 - Botija de mi pais (1987年、Sondor) ※ラダ&マテオ名義
- Fisico de Rock (1991年、Sondor)
- Concierto por la vida (1992年、Orfeo)
- Lo mejor de Rada Vol. I (1993年、Sondor)
- Botijas Band con Ruben Rada (1996年、Orfeo) ※Botijas Band名義
- Montevideo (1996年、Big World)
- Miscelanea Negra (1997年、Ayui)
- Black (1998年、Universal)
- Rada Para Ninos (1999年、Zapatito)
- Montevideo Dos (1999年、Big World)
- ¿Quien va a Cantar? (2000年、Universal)
- Suenos de Nino (2001年、Zapatito)
- Alegre Caballero (2003年、Zapatito)
- Rubenra (2004年、Zapatito)
- Candombe Jazz Tour (2005年、EMI)
- Richie Silver (2006年、EMI)
- Varsovia con Javier Malosetti (2007年、Zapatito/Oday)
- Bailongo (2008年、Sony)
- Fan (2009年、MMG)
- Confidence, Rada Instrumental (2011年、MMG)
- Tango, milonga y candombe (2015年、MMG)

アルゼンチンでのリリース作品
- S.O.S. (1974年)
- La Banda (1980年) ※La Banda名義
- La Rada (1981年)
- En Familia (1982年)
- La Cosa Se Pone Negra (1983年)
- Adar Nebur (1984年)
- La Yapla Mata (1986年)
- Siete Vidas (1987年)
- Pa' los Uruguayos (1989年、Melopea)
- Las aventuras de R. Rada y Litto Nebbia (1990年、Melopea)
- Las aventuras de R. Rada y H. Fattoruso (1991年、Melopea)
- Terapia de Murga (1991年、Melopea)
- Montevideo (1997年、Argendisc)
- Miscelanea Negra (1997年、Aqua)
- Black (1998年、Universal)
- Quien Va a Cantar (2000年、Universal)
- Alegre Caballero (2003年、EMI)
- Rubenra (2004年、EMI)
- Candombe Jazz Tour (2005年、EMI)
- Richie Silver (2006年、EMI)
- Varsovia (2007年、Sony) ※Ruben Rada/Javier Malosetti名義
- Bailongo (2008年、Sony)
- Fan (2010年、Sony)
- Confidence, Rada Instrumental (2011年、Sony)
- Tango, milonga y candombe (2015年、MMG)